# 金牛座KEPD 350导弹
金牛座KEPD 350是德国和瑞典合作的空射巡航导弹，由金牛座公司生产。其用户有德国和西班牙、南韓。金牛座公司是MBDA和萨博博福斯动力的合資公司。

## 概况
金牛座KEPD 350飛彈採用匿蹤技術，射程超過500公里（300英里）。該彈由渦輪扇發動機提供動力，最高飛行速度達到1馬赫。KEPD 350可掛載於龍捲風戰機、F/A-18、F-15K、JAS 39與颱風戰鬥機等戰機上。
該彈具有兩枚被稱為Mephisto（Multi-Effect Penetrator HIghly Sophisticated and Target Optimised，多效應高精度穿透器 - 目標優化）的500公斤（1,100磅）彈頭，具有預裝藥和串聯裝藥以清除目標上方的土壤或穿透加固掩體，再使用可變延遲引信控制主彈頭的爆炸。該彈重約1,400公斤（3,100磅），直徑為1公尺（3.3英尺）。金牛座KEPD 350飛彈主要的目標是加固碉堡、機場、港口、橋樑、彈藥庫與指揮、控制、通訊設施。該彈也可攻擊港內或海上航行的船隻。該飛彈也具有多種反反制手段以避免被敵方防禦系統攔截。
任務計劃人員可設定飛彈的飛行路線，該彈將會使用影像導引、慣性導航系統、地形比對系統與全球定位系統進行貼地飛行。若飛彈在飛行過程中無法接收到GPS訊號，也可利用內部的導航系統飛行到目標附近。一旦到達目標附近，飛彈便開始爬升，以達到可獲取目標影像和最佳攻擊角度的高度。飛彈將會用內建的熱成像儀辨識目標，並進行攻擊。若沒有發現目標，飛彈將會沿著設定好的飛行路線飛至預設的墜毀地點，以免攻擊錯誤目標或造成不必要的損害。

### 外銷
西班牙空軍購買了45枚金牛座KEPD 350飛彈。金牛座公司成功的將該飛彈整合至西班牙空軍的F/A-18上，並在2009年5月於南非進行試射後通過戰術測評。
在美國拒絕出售AGM-158後，韓國轉而向金牛座公司訂購200枚飛彈以增強F-15K的對地打擊能力。韓國國防採購計劃署（DAPA）於2013年11月簽署了購買合約。根據合約，金牛座公司將在首爾開設辦事處，以處理採購的相關業務與技術轉移。同時，雙方也將合作開發新型巡弋飛彈。該辦公室是金牛座公司在德國以外的第一個辦事處，而KEPD 350是首個整合到韓國戰機上的歐洲飛彈。韓國於2016年10月宣布將追加購買90枚金牛座導彈，以應對北韓的威脅。該批飛彈於2016年12月12日交付，並於2016年12月22日開始服役。

### 子型號
韓國空軍裝備的KEPD 350K是由KEPD 350升級而來的。該彈安裝了羅克韋爾柯林斯公司生產的軍規GPS接收模組，具有選擇性可用性防欺騙模塊（SAASM），可防止電磁干擾。
2015年10月，金牛座公司公布了一款名為KEPD 350K-2的飛彈研發計畫。該彈的彈體較小，主要用於輕型戰鬥機如FA-50。KEPD 350K-2的射程將減少至400公里（250英里），巡航速度為0.6-0.9馬赫。
2016年12月，韓國國防採購計劃署透露，韓國將於2018年開始研發以金牛座KEPD 350為藍本的遠程空對地飛彈。此種新型飛彈預計將由研發中的KF-X掛載。

## 使用國

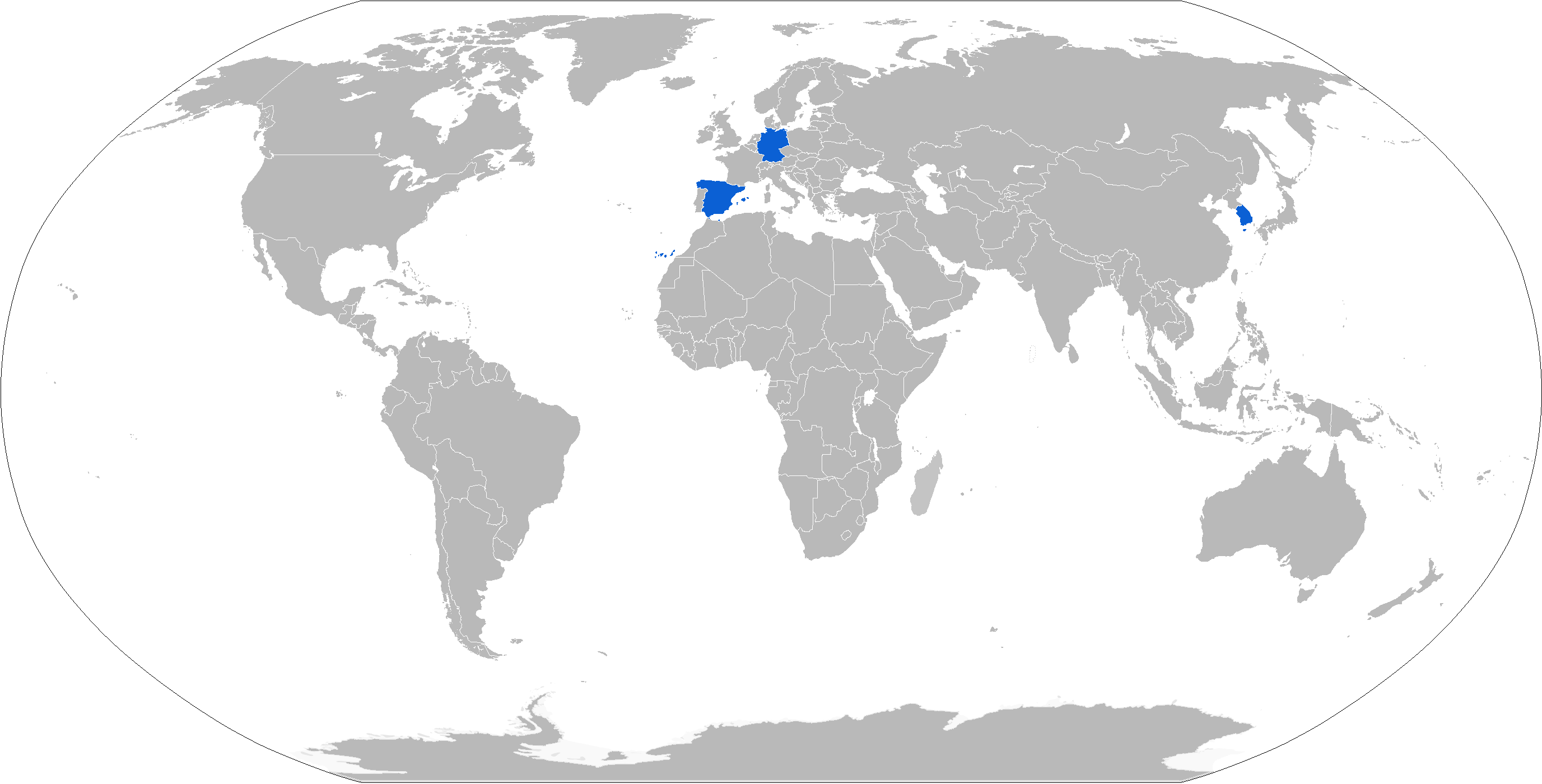
世界地圖上塗藍者為KEPD 350的操作國

德国德國空軍訂購了600枚以裝備在龍捲風戰機。 該批訂單總價為5.7億歐元，於2010年12月交付完畢。
 西班牙西班牙空軍訂購了43枚以裝備F/A-18。 該批訂單總價為6000萬歐元，於2010年8月交付完畢。
 已有170枚裝備在韓國空軍的F-15K上，另有90枚訂購中

## 潛在使用國
乌克兰：
《明镜》和《法兰克福汇报》在內，多家德國媒體報道稱，乌克兰政府已經向德國政府提出正式要求，要求德國政府向其提供“金牛座”隱身巡航導彈以裝備在乌克兰空军將會獲得的F-16戰隼戰鬥機上。。2023年7月德國之聲報道德國總理奥拉夫·朔尔茨維持一貫立場，婉拒軍援德製「金牛座」飛彈。
然而在2023年8月7日乌克兰最高拉达資深議員切爾涅夫表示，德国联邦议院的主要派系已就提供烏克蘭射程500公里的「金牛座」巡弋飛彈「達成共識」，但是尚未做出正式決定。2024年2月22日，德國聯邦議院以480票反對，182票贊成，大比數否決向烏克蘭提供金牛座巡航導彈。

## 附註
1. ↑   Target Adaptive Unitary and Dispenser Robotic Ubiquity System/Kinetic Energy Penetrator and Destroyer.